# Ligne Syngman Rhee

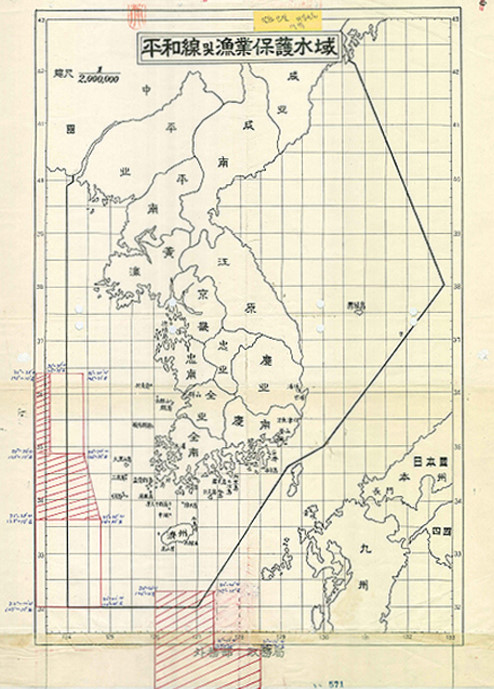
Tracé de la ligne Syngman Rhee déclaré le 18 janvier 1952.

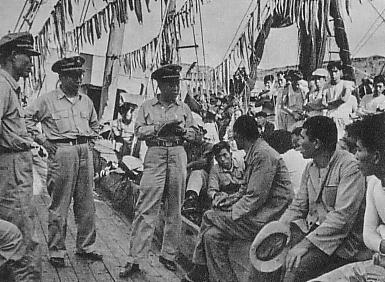
Arrestation de navires japonais par la garde côtière de Corée du Sud en décembre 1953 après la proclamation de la ligne Syngman Rhee.

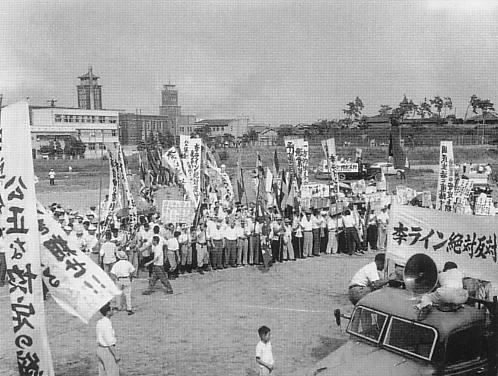
Manifestation japonaise contre la ligne Syngman Rhee le 15 septembre 1953.

La ligne Syngman Rhee (hangeul: 이승만 라인, hanja:李承晩線) est une délimitation territoriale de la première république de Corée du Sud proclamée par le président Syngman Rhee lors de sa « déclaration de la ligne de paix » le 18 janvier 1952, officiellement connut comme la « Proclamation présidentielle de souveraineté sur les mers adjacentes » et qui inclut les rochers Liancourt (Dokdo/Takeshima) dans le territoire coréen. La ligne est finalement abolie en 1965 avec la signature d'un accord de pêche nippo-sud-coréen.

## Histoire
Le 18 janvier 1952, le président de la première république de Corée du Sud : Syngman Rhee, proclame unilatéralement la mise en place d'une délimitation territoriale marquant l'étendue de la souveraineté coréenne, au-delà de la péninsule coréenne. L'espace marin ainsi circonscrit, au large des côtes coréennes, pouvait atteindre jusqu'à 200 milles marins (370,4 km). Cette ligne de démarcation territoriale a pour but de protéger les ressources maritimes naturelles de la Corée, de la surface au fond de la mer du Japon. Elle interdit, par conséquent, aux navires de pêche non-coréens de naviguer derrière la ligne, et en particulier autour des rochers Liancourt.

La Corée du Sud demande initialement un renforcement de la ligne MacArthur établie après la Seconde Guerre mondiale, mais le 10 août 1951, les États-Unis envoient à l'ambassadeur coréen Yang You-chan (ko) les documents Rusk en déclarant que la politique officielle américaine est que la ligne MacArthur soit abolie par le traité de San Francisco. Ce traité est signé le 8 septembre de la même année, environ un mois après l'envoi des documents, et prend effet le 28 avril 1952. En réponse, le gouvernement sud-coréen déclare la ligne Syngman Rhee trois mois avant cette date, quand l'abolition de la ligne MacArthur et le retour à la souveraineté du Japon seront mis en place.
Selon le rapport de la mission Van Fleet en Extrême-Orient de 1954, le gouvernement américain maintient que la proclamation unilatérale de la ligne Syngman Rhee est illégale d'après le droit international.
Les navires de pêche, principalement japonais, qui violent la ligne frontalière sont arrêtés par la Corée du Sud. Les documents japonais prétendent que ces navires sont souvent incendiés. Le gouvernement japonais proteste fortement contre ces captures et la déclaration unilatérale, mais l'abolition de la ligne devra attendre la signature de l'accord de pêche nippo-sud-coréen de 1965. Durant la période d'existence de la ligne, 3929 pêcheurs japonais ont été arrêtés, près de 44 morts ou blessés ont été enregistrés et 328 navires de pêche japonais ont été saisis,.
À la demande du gouvernement de la Corée du Sud, le gouvernement japonais procède à la libération de 472 criminels coréens emprisonnés au Japon pour des crimes graves ou des délits de droit commun et leur accorde l'autorisation spéciale de résidence en échange de la rétrocession de Japonais détenus en Corée. La Corée refuse le rapatriement forcé d'immigrants illégaux, de coupable de crimes graves ou de dissidents politiques.

## Chronologie
- 2 septembre 1945 - Le gouvernement japonais accepte la déclaration de Potsdam.
- 29 janvier 1946 - Entrée en vigueur de la séparation gouvernementale et administrative de certaines régions outre-mer du Japon par l'Instruction no 677 du commandement suprême des forces alliées.
- 22 juin 1946 - Mise en place d'une zone délimitée pour la pêche japonaise et la chasse à la baleine par l'Instruction no 1033 (ligne MacArthur)
- 13 août 1948 - Fondation de la Première République. Syngman Rhee prête serment en tant que premier président de la Corée du Sud.
- 19 juillet 1951 - La Corée demande que la ligne MacArthur reste en vigueur[5].
- 10 août 1951 - Le gouvernement américain refuse la demande coréenne par l'envoi des documents Rusk.
- 8 septembre 1951 - Signature du traité de paix avec le Japon.
- 18 janvier 1952 - Le gouvernement sud-coréen proclame la ligne Syngman Rhee comme alternative à la ligne MacArthur.
- 28 avril 1952 - Entrée en vigueur du traité de paix avec le Japon.
- 12 janvier 1953 - Le gouvernement sud-coréen ordonne de saisir un navire de pêche japonais ayant dépassé la ligne Syngman Rhee.
- 12 juillet 1953 - La police sud-coréenne ouvre le feu sur un patrouilleur de la garde côtière japonaise[6].
- 1954 - Le rapport de la mission Van Fleet en Extrême-Orient de l'ambassadeur en mission spécial James Van Fleet déclare l'illégalité de la ligne Syngman Rhee[7].
- 1965 - À la suite du traité nippo-sud-coréen du 22 juin 1965, signature d'un accord de pêche nippo-sud-coréen. Abolition de la ligne Syngman Rhee[2].